# Smilovy Hory
Smilovy Hory là một làng thuộc huyện Tábor, vùng Jihočeský, Cộng hòa Séc.